# Reginald Clemencia
Reginald Alfonso Clemencia, detto Bayena (...), è un ex calciatore olandese, nazionale delle Antille Olandesi, di ruolo centrocampista.

## Carriera

### Club
In patria ha giocato con il Jong Colombia, vincendo un campionato di Curaçao e due Kopa Antiano.
Nel 1975 viene ingaggiato dalla neonata franchigia statunitense della NASL degli Hartford Bicentennials, con cui non riuscì ad accedere ai playoff per il titolo a causa del quinto ed ultimo nella propria divisione ottenuto nel campionato 1975.

### Nazionale
Nel 1973 ha giocato con la nazionale di calcio delle Antille Olandesi nel Campionato CONCACAF 1973, giocando da titolare tutti e cinque gli incontri e segnando una rete. Clemencia con i suoi chiuse il torneo al sesto ed ultimo posto.

## Statistiche

### Cronologia presenze e reti in Nazionale
| Cronologia completa delle presenze e delle reti in nazionale ― Antille Olandesi | Cronologia completa delle presenze e delle reti in nazionale ― Antille Olandesi | Cronologia completa delle presenze e delle reti in nazionale ― Antille Olandesi | Cronologia completa delle presenze e delle reti in nazionale ― Antille Olandesi | Cronologia completa delle presenze e delle reti in nazionale ― Antille Olandesi | Cronologia completa delle presenze e delle reti in nazionale ― Antille Olandesi | Cronologia completa delle presenze e delle reti in nazionale ― Antille Olandesi | Cronologia completa delle presenze e delle reti in nazionale ― Antille Olandesi |
| Data                                                                            | Città                                                                           | In casa                                                                         | Risultato                                                                       | Ospiti                                                                          | Competizione                                                                    | Reti                                                                            | Note                                                                            |
| ------------------------------------------------------------------------------- | ------------------------------------------------------------------------------- | ------------------------------------------------------------------------------- | ------------------------------------------------------------------------------- | ------------------------------------------------------------------------------- | ------------------------------------------------------------------------------- | ------------------------------------------------------------------------------- | ------------------------------------------------------------------------------- |
| 1-12-1973                                                                       | Port-au-Prince                                                                  | Haiti                                                                           | 3 – 0                                                                           | Antille Olandesi                                                                | Campionato CONCACAF 1973                                                        | -                                                                               |                                                                                 |
| 5-12-1973                                                                       | Port-au-Prince                                                                  | Guatemala                                                                       | 2 – 2                                                                           | Antille Olandesi                                                                | Campionato CONCACAF 1973                                                        | -                                                                               |                                                                                 |
| 8-12-1973                                                                       | Port-au-Prince                                                                  | Messico                                                                         | 8 – 0                                                                           | Antille Olandesi                                                                | Campionato CONCACAF 1973                                                        | -                                                                               |                                                                                 |
| 12-12-1973                                                                      | Port-au-Prince                                                                  | Honduras                                                                        | 2 – 2                                                                           | Antille Olandesi                                                                | Campionato CONCACAF 1973                                                        | 1                                                                               |                                                                                 |
| 17-12-1973                                                                      | Port-au-Prince                                                                  | Trinidad e Tobago                                                               | 4 – 0                                                                           | Antille Olandesi                                                                | Campionato CONCACAF 1973                                                        | -                                                                               |                                                                                 |
| Totale                                                                          |                                                                                 | Presenze                                                                        | 5                                                                               |                                                                                 | Reti                                                                            | 1                                                                               |                                                                                 |

## Palmarès
- Curaçao League: 1

Jong Colombia: 1973
- Kopa Antiano: 2

Jong Colombia: 1973, 1974